# Microprofessor I
Il Microprofessor I, presentato nel 1981 da Multitech (che nel 1987 ha cambiato nome in Acer), è stato il primo computer marchiato Multitech e uno dei computer più a lungo venduti.
Il Microprofessor I è costituito da una scheda elettronica basata sul processore Zilog Z80: è progettato per insegnare i fondamenti del linguaggio macchina e dell'assembly. Il Microprofessor I non ha le sembianze di un classico microcomputer: è racchiuso in un involucro plastico sigillato a forma di libro che può contenere il manuale del linguaggio, 2 musicassette e un manuale di apprendimento. Quando è chiuso, ha le sembianze e gli ingombri di un libro e può pertanto essere piazzato in una libreria o portato con sé comodamente.
Il 24 febbraio 1993 Flite Electronics International Limited, con sede a Southampton, Inghilterra, distributrice dei prodotti Acer, ha acquistato da questa i progetti e i diritti sull'hardware, sul firmware e sui manuali del Microprofessor I, continuando a produrlo e venderlo fino ai giorni nostri come Microprofessor MPF-1B Z80 Training System.

## Specifiche tecniche
- CPU: Zilog Z80, con 158 istruzioni, clock a 1,79 MHz
- Clock di sistema: oscillatore a cristallo a 3,58 MHz diviso per 2 con un tempo di ciclo di 0,56 microsecondi
- RAM: 2 Kbyte di memoria statica (intervallo di indirizzi: 1800h-1FFFh)
- ROM: 8 KB di EPROM (intervallo di indirizzi: 0000h-17FFh)
- Porte I/O: 24 porte I/O fornite dal chip PIO (Programmable Peripheral Interface) 8255 (usate dal sistema per la scansione della tastiera ed il controllo di un display LED; intervallo di indirizzi I/O: 00h-03h)
- Display: tipo LED a 6 cifre
- Tastiera: 36 tasti, inclusi 16 tasti esadecimali, 19 tasti funzione ed 1 tasto definibile dall'utente
- Dimensioni: 157x223x16 mm
- Peso: 639,6 g